# Sebastião Laranjeiras
Sebastião Laranjeiras – miasto i gmina w Brazylii, w stanie Bahia. Znajduje się w mezoregionie Centro-Sul Baiano i mikroregionie Guanambi.